# Rude Boy (film, 1980)
Pour les articles homonymes, voir Rude Boy.
Pour plus de détails, voir Fiche technique et Distribution.
Rude Boy est un film britannique à forte composante documentaire réalisé par Jack Hazan et David Mingay en 1980. Ce film retrace le parcours de Ray Gange, fan agressif engagé comme « roadie » par le groupe de punk rock The Clash lors de la tournée du groupe en 1978.
On y retrouve une grande partie des premiers succès du groupe en version live, tels que Garageland, London's Burning, White Riot, I'm so bored with the USA, Safe European Home, Complete Control, Stay Free, I Fought the Law, (White Man) In Hammersmith Palais, Rudy Can't Fail…

## Description
Le film, moitié fiction, moitié documentaire, raconte l'histoire de Ray Gange, un fan des Clash qui quitte son travail dans un sex shop de Soho pour devenir roadie pour le groupe,,. 
Il contient des extraits des Clash lors :
- du concert Rock Against Racism de Victoria Park[1],
- de leur tournée On Parole tour[4],
- de celle du Sort It Out tour[4],
- de l'enregistrement studio de l'album Give 'Em Enough Rope.

Le titre du film est une référence à la sous-culture des Rude boys. Les membres du groupe furent si déçus du film qu'à sa sortie, ils distribuèrent des badges où il était inscrit « I don't want Rude Boy Clash Film »,.
En 1980, le film est présenté en sélection officielle en compétition au Festival international du film de Berlin. 

## Distribution
- Dave Armstrong
- Barry Baker
- Elsie Barnes
- Terry Barry
- Reg Bazell
- Lutz Becker
- Stephen Behan
- Graham Brown
- Lizard Brown
- Colin Bucksey
- The Clash
- Caroline Coon
- Cathy Crawford
- John Daly
- Hicky Etienne
- Plaxy Exton
- Tig Exton
- Ian Galland
- Ray Gange
- Ben Gaze
- Boss Goodman
- John Goodridge
- Inch Gordon
- Willy Graham
- Johnny Green
- Sarah Hall
- Vic Hardwick
- Jerry Healey
- Dave Johnson
- Kenny Joseph
- Tony Martin
- David McDonald
- Patrick McDonnell
- Terry McQuade
- Roy Menuir
- Berry Myers
- Tommy O'Reilley
- Lee Parker
- Julia Phelps
- Clare Pollock
- Jimmy Pursey
- Howard Rainey
- Colin Richards
- Charlotte Smith
- Tony Smith
- Alan Stanleye
- Ken Tillock
- Dave Wakefield
- John Woods
- John Yates
- Elizabeth Young